# 22-га армія (СРСР)
22-га армія (22 А) — загальновійськова армія збройних сил Радянського Союзу, діяла в роки Німецько-радянської війни.

## Історія
Армія сформована на базі військ Уральського військового округу у червні 1941 року. Армію очолив командувач військами цього округу генерал-лейтенант Єршаков. У склад армії входили 51-й та 62-й стрілецькі корпуси.
На початку липня 1941 року армія була перекинута на Західний фронт, у район Полоцька. Війська 22-ї армії героїчно обороняли Полоцький укріплений район, тримали оборону на річці Західна Двіна. У липні — серпні 1941 року армія потрапила в оточення біля Великих Лук, але змогла прорватися до своїх.
Із 17 жовтня 1941 року 22-га армія входила у склад Калінінського фронту, брала участь у битві за Москву. У березні 1943 року брала участь у Ржевсько-Вяземській операції. Із 21 квітня по 13 жовтня 1943 року армія входила у склад Північно-Західного фронту, із жовтня 1943 року і до кінця війни — у складі 2-го Прибалтійського фронту. Війська 22-ї армії відзначилися у боях за Прибалтику, визволили міста Холм, Бежаниці, Новоржев, Ригу.￼

## Командування
- Командувачі:
- генерал-лейтенант Єршаков Пилип Панасович (22 червня — 11 вересня 1941 року)
- генерал-майор, із березня 1943 року — генерал-лейтенант Юшкевич Василь Олександрович (вересень — жовтень 1941, квітень — грудень 1942, березень 1943 — квітень 1944)
- генерал-майор Вострухов Володимир Іванович (жовтень 1941 — березень 1942)
- генерал-майор Селезньов Дмитро Михайлович (16 грудня 1942 — 4 березня 1943)
- генерал-лейтенант Коротков Геннадій Петрович (квітень 1944 — травень 1945).
- Начальники штабу:
- генерал-майор Захаров Георгій Федорович (червень — серпень 1941)